# Accoppiamento inerziale
L'accoppiamento inerziale è un fenomeno fisico di instabilità che si manifesta tipicamente su aerei da caccia con una modesta apertura alare ed un'alta velocità angolare di rollio, dovuto alla prevalenza degli effetti relativi ai momenti d'inerzia sulle forze aerodinamiche stabilizzatrici di ali ed impennaggi.

## Descrizione
Nel momento in cui un aeromobile con le caratteristiche di cui sopra viene posto in rapida rotazione attorno al suo asse longitudinale, contemporaneamente variano in maniera repentina gli angoli di imbardata e beccheggio.
Il fenomeno non è dovuto a forze aerodinamiche (come invece accade per l'imbardata inversa) ma alla conservazione del momento angolare. Per visualizzare intuitivamente il problema si può pensare ad un'asta orizzontale che ha la stessa direzione dell'asse di rollio, alle cui estremità sono fissate due estensioni verticali (una rivolta verso l'alto e l'altra verso il basso) a cui sono applicate delle masse (identiche). Data la simmetria del sistema, il centro di massa rimane al centro dell'asta, pure se l'asse principale di inerzia non coincide con l'asse di rollio. Se il sistema viene messo in rotazione lungo l'asse di rollio (asta), le forze centrifughe delle due masse causeranno la rotazione dell'asse longitudinale attorno al centro di massa. 
Anche se un tipico aereo a reazione ha una distribuzione di masse molto prossima alla linea di simmetria longitudinale, l'opportuno dimensionamento delle superfici aerodinamiche permette la progettazione di una configurazione "intrinsecamente stabile", ovvero tale che l'aereo ritorni nella condizione di equilibrio una volta cessata la piccola perturbazione di assetto. L'accoppiamento inerziale su un velivolo si manifesta solitamente come un momento a picchiare; il rollio provoca l'accelerazione centrifuga delle masse in coda con il conseguente abbassamento del muso. La rotazione di beccheggio, associata alla rotazione di rollio, induce anche un effetto giroscopico di imbardata. Un fenomeno analogo, tipico dei corpi dotati di tre assi di inerzia, è descritto dal teorema dell'asse intermedio.

## Storia

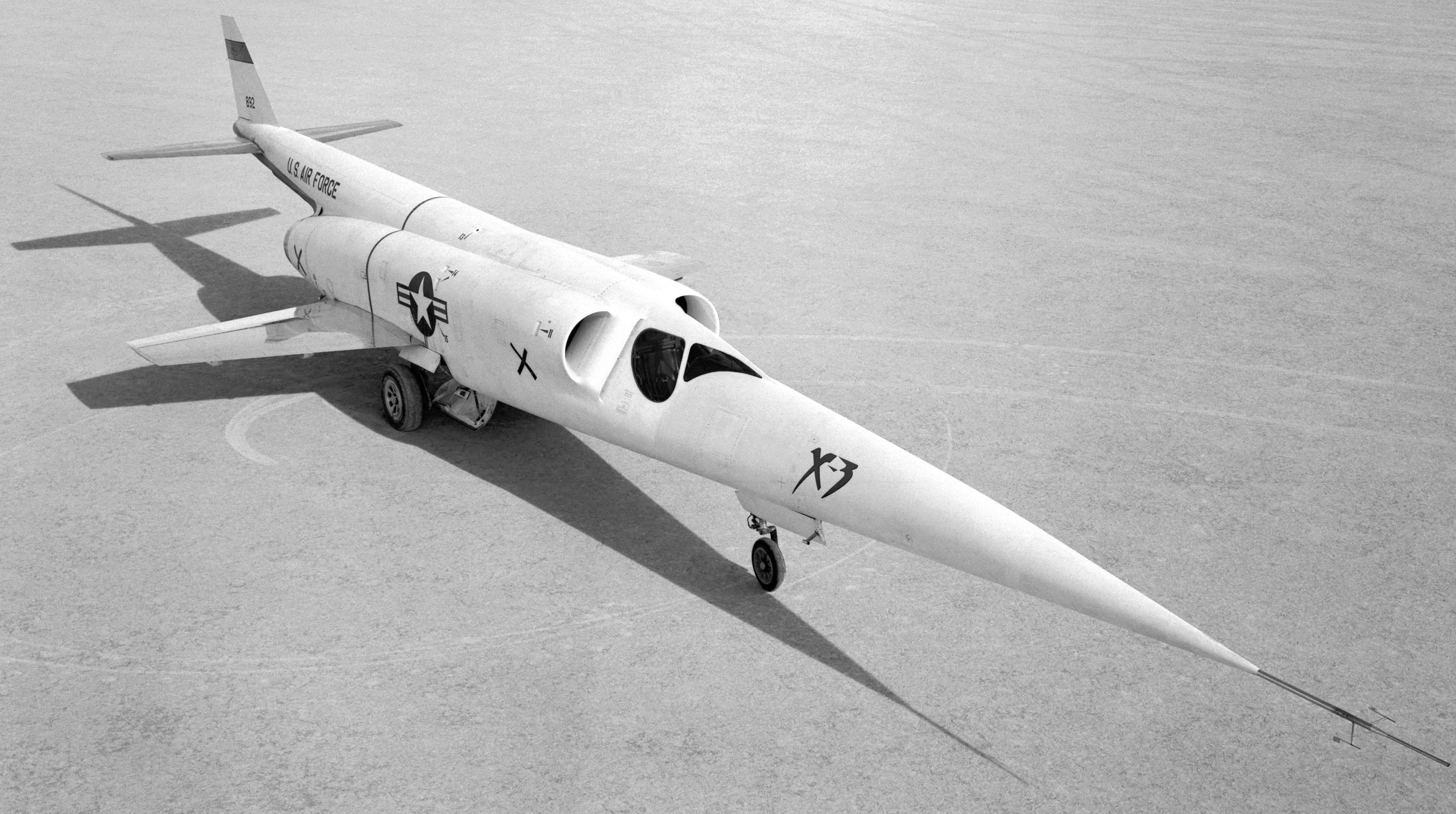
L'aereo sperimentale Douglas X-3 Stiletto dedicato allo studio da parte della NASA dell'accoppiamento inerziale

Gli effetti di accoppiamento inerziale erano pressoché sconosciuti sui velivoli fino all'introduzione dei primi velivoli a getto ad alta velocità. Prima di allora gli aerei erano progettati distribuendo le masse in prossimità del centro di massa, con ali (di solito contenenti serbatoi) di allungamento apprezzabile. L'aerodinamica supersonica, invece, ha imposto il sacrificio delle superfici aerodinamiche per diminuire la resistenza di attrito e forme sempre più affusolate per diminuire la resistenza d'onda. Nella maggior parte dei casi i motori, installati nella parte posteriore del velivolo, contribuivano ad una coda "pesante", permettendo al suo effetto giroscopico di prevalere sull'azione stabilizzatrice delle piccole superfici di controllo.
L'accoppiamento inerziale causò la morte del pilota Mel Apt sul Bell X-2 ed un incidente quasi mortale a Chuck Yeager sull'X-1A. Questo fenomeno risultò molto evidente anche sul Douglas X-3 Stiletto, e i voli prova di questo aereo sperimentale vennero usati per studiare il problema. I primi due aerei di produzione a limitare questo effetto (l'F-100 Super Sabre e l'F-102 Delta Dagger), furono modificati aumentando le superfici delle ali e dei piani di coda, ed installando uno smorzatore d'imbardata per migliorare la stabilità direzionale. Nel Lockheed F-104 Starfighter furono inseriti nei comandi di volo lo stick shaker (scuoti-barra) ed il kicker: il primo faceva vibrare la cloche all'approssimarsi dell'angolo critico, il secondo forzava il velivolo ad "andare giù" di muso per riprendere il volo livellato.